# Sihuas
Sihuas è un comune del Perù, situato nella Regione di Ancash e capoluogo della Provincia di Sihuas.